# Monte Prenduol
Il Monte Prenduol (1373 m) è una vetta secondaria della dorsale delle Prealpi Bellunesi posta nel settore ovest. Si trova in Veneto tra la provincia di Treviso e la provincia di Belluno.

## Descrizione
Di forma arrotondata, si trova vicina alla Malga Mont ed al Monte Crep. Attorno al Monte Prenduol, in particolare nei pressi delle lame vicine alla malga, sono stati rinvenuti resti di strumenti in pietra attribuibili alla produzione litica dell'uomo di Neanderthal, grazie alle ricerche effettuate da Piergiorgio Cesco – Frare, Carlo Mondini, Fausto e Vito Tormen appartenenti al Gruppo Amici del Museo di Belluno. Ciò sembrerebbe legato ad episodi di frequentazione venatorie da parte di questi antichissimi cacciatori che si spostavano dai territori di pianura del trevigiano verso gli ambienti di caccia del bellunese, in un'area posta a quota di circa 1350 m, libera quindi dal livello dei ghiacciai del periodo Würmiano.